# Afromastax fastigiata
Afromastax fastigiata är en insektsart som beskrevs av Marius Descamps 1977. Afromastax fastigiata ingår i släktet Afromastax och familjen Thericleidae. Inga underarter finns listade i Catalogue of Life.